# Sergio Siorpaes
Sergio Siorpaes, né le 20 juillet 1934 à Cortina d'Ampezzo, est un bobeur italien notamment double médaillé olympique et cinq fois champion du monde.

## Biographie
Aux Jeux d'hiver de 1964 organisés à Innsbruck en Autriche, lors de sa seule participation olympique, Sergio Siorpaes est médaillé de bronze en bob à deux avec le pilote Eugenio Monti et en bob à quatre avec Eugenio Monti, Benito Rigoni et son frère Gildo Siorpaes. Pendant sa carrière, il remporte également six médailles aux championnats du monde : l'or en bob à deux en 1961, 1963 et 1966 et en bob à quatre en 1960 et 1961 ainsi que l'argent en bob à deux et 1958.

## Palmarès

### Jeux Olympiques
- : médaillé de bronze en bob à 2 aux JO 1964.
- : médaillé de bronze en bob à 4 aux JO 1964.

### Championnats monde
- : médaillé d'or en bob à 2 aux championnats monde de 1961, 1963 et 1966.
- : médaillé d'or en bob à 4 aux championnats monde de 1960 et 1961.
- : médaillé d'argent en bob à 2 aux championnats monde de 1958 et 1959.